# Hermann Winkler (Politiker)

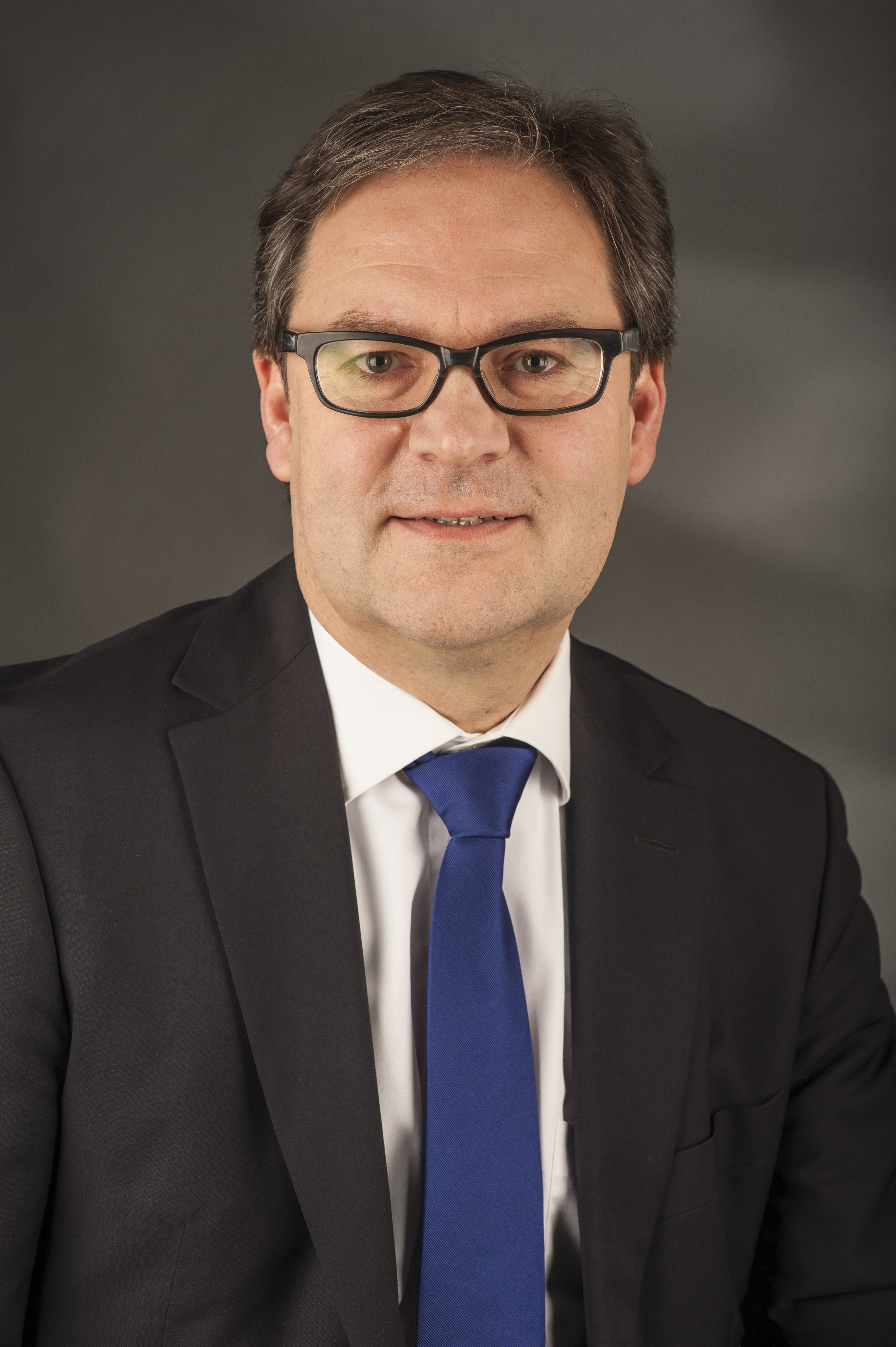
Hermann Winkler (2014)

Hermann Winkler (* 22. April 1963 in Grimma) ist ein ehemaliger deutscher Politiker (CDU). Er war von 2009 bis 2019 Mitglied des Europäischen Parlaments und war zuvor von 2004 bis 2007 Staatsminister und Chef der Sächsischen Staatskanzlei sowie von 1990 bis 2009 Mitglied des Sächsischen Landtags.
Seit 2021 ist Winkler Vizepräsident des Deutschen Fußball-Bundes (DFB) sowie Präsident des Nordostdeutschen Fußballverbandes (NOFV). Bereits seit 2016 ist er Präsident des Sächsischen Fußball-Verbands.

## Leben und Beruf
Nach seinem Abitur 1981 an der Erweiterten Oberschule „Ernst Schneller“ in Grimma studierte Hermann Winkler bis 1988 an der Technischen Universität Magdeburg Fertigungsprozessgestaltung im Maschinenbau zum Dipl.-Ing. Anschließend war er von 1988 bis 1990 Entwicklungsingenieur im Chemieanlagenbau Leipzig-Grimma. Er übernahm von 1998 bis 2004 das Präsidentenamt des Landessportbundes Sachsen, seit 2016 ist er Präsident des Sächsischen Fußball-Verbands. Im Januar 2021 übernahm er die kommissarische Präsidentschaft des Nordostdeutschen Fußballverbandes (NOFV) und wurde wenige Tage später offiziell zum Präsidenten des NOFV gewählt. Außerdem ist er seitdem als Vizepräsident Teil des Präsidiums des Deutschen Fußball-Bundes.
Hermann Winkler ist evangelisch-lutherisch, verheiratet und hat zwei Töchter.

## Politik
1988 wurde Hermann Winkler Mitglied der damaligen Blockpartei CDU (DDR), welche später in der bundesdeutschen CDU aufging, 1990/91 war er kurzzeitig auch stellvertretender Bürgermeister von Grimma. Von 1990 bis 1999 war er dort auch Vorsitzender der CDU und war von 1990 bis 2007 Mitglied im Kreisvorstand Muldentalkreis, dem er von 2005 bis 2007 als Vorsitzender vorstand. Im Juni 2007 trat er vom Amt des Kreisvorsitzenden der CDU Muldental zurück, da sich der Kreisvorstand in einem Beschluss mehrheitlich dafür aussprach, die Muldentaler CDU-Landtagsabgeordneten sollen im Rahmen der Debatte zur Verwaltungs- und Funktionalreform in Sachsen in der Kreissitzfrage entgegen der Koalitionsmeinung votieren. Winkler war anschließend von 2007 bis 2011 Vorsitzender des CDU-Kreisverbandes Leipzig-Stadt.
Auf Landesebene war er von 1992 bis 1995 Vorsitzender der Jungen Union und von 2001 bis 2004 Generalsekretär der sächsischen Union.
Vom 20. März 2006 bis 26. Oktober 2007 war Hermann Winkler Mitglied im Verwaltungsrat der Landesbank Sachsen.
Er war von 1990 bis 2009 Mitglied des Sächsischen Landtages (zuletzt 2004 direkt gewählt im Wahlkreis 35, Muldental 2). Dort arbeitete er für seine Fraktion als Mitglied im Ausschuss für Wirtschaft, Arbeit und Technologie sowie im Ausschuss für Wissenschaft und Hochschule, Kultur und Medien. Zudem war er vom 11. November 2004 bis 7. November 2007 Staatsminister für Bundes- und Europaangelegenheiten und Chef der Sächsischen Staatskanzlei. Von 2005 bis 2009 vertrat er den Freistaat Sachsen im Ausschuss der Regionen (AdR) in Brüssel.

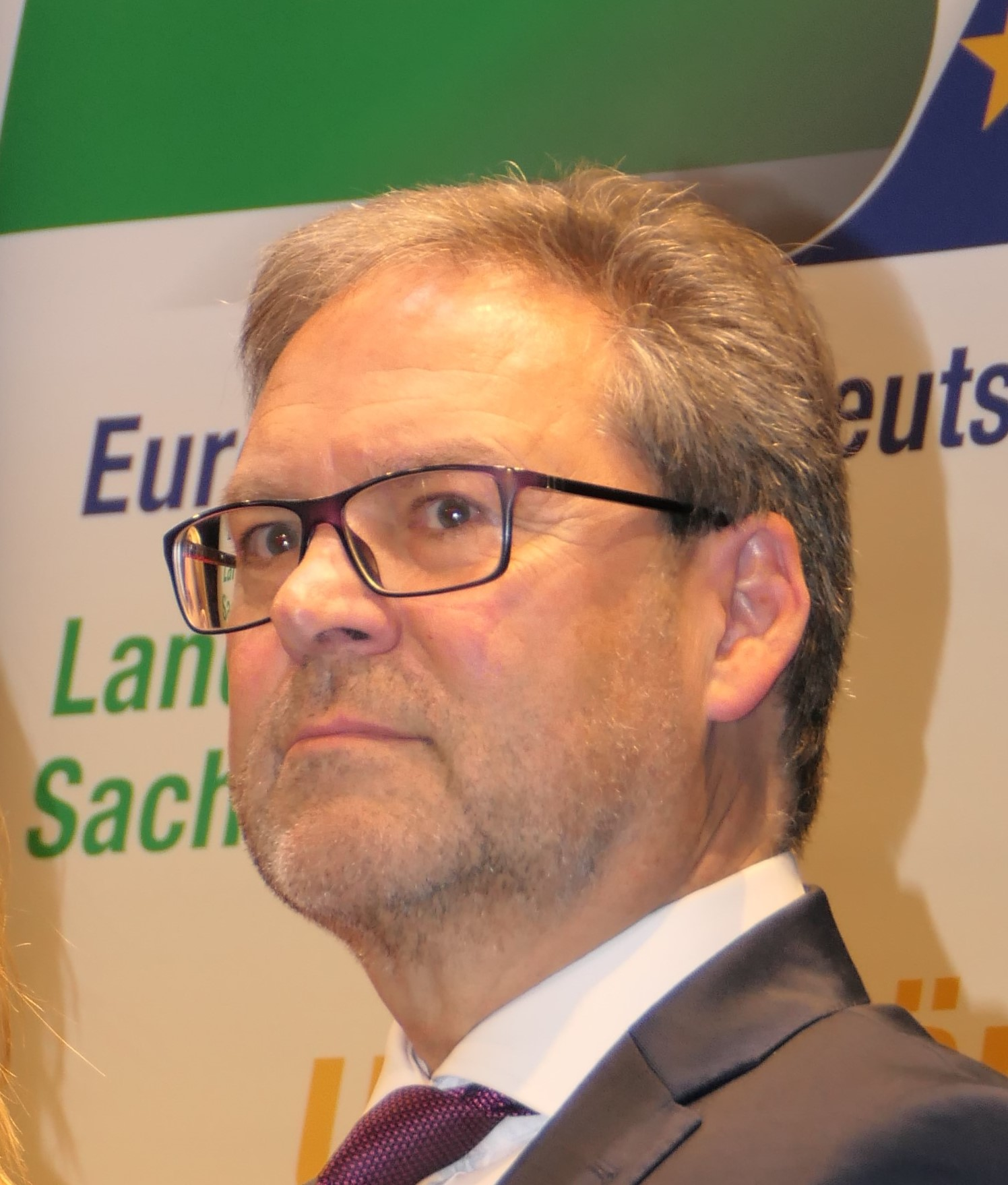
Hermann Winkler im EU-Wahlkampf 2019

Bei den Europawahlen am 7. Juni 2009 wurde Winkler als Spitzenkandidat der Sächsischen Union in das Europäische Parlament gewählt. Dort war er in der 7. Wahlperiode Mitglied in den Ausschüssen für Regionale Entwicklung (REGI) und für Industrie, Forschung und Energie (ITRE). Ebenso war er Mitglied in der Delegation für die Kooperation EU-Ukraine und in der Delegation in der Parlamentarischen Versammlung EURO-NEST.
Stellvertreter war er in der Delegation für die Beziehungen zu Belarus.
Von 2010 bis 2019 war Hermann Winkler zudem Mitglied im Bundesfachausschuss Außen-, Europa- und Sicherheitspolitik der CDU Deutschlands. Bei den Halbzeitwahlen im Europäischen Parlament 2012 wurde Winkler zum Sprecher der ostdeutschen CDU-Europaabgeordneten gewählt.
Am 18. Januar 2014 wurde er von der CDU Sachsen als Spitzenkandidat auf der Landesliste zur Wahl des 8. Europäischen Parlaments am 25. Mai 2014 nominiert.
Winkler stimmte am 26. März 2019 im Europäischen Parlament – zunächst als einziger von 34 Abgeordneten aus CDU-/CSU-Fraktion – gegen die Urheberrechtsreform. Später korrigierte Thomas Mann sein Abstimmungsverhalten ebenfalls zu einer Gegenstimme.
Im Januar 2019 wurde Winkler durch den Landesvorstand der CDU Sachsen überraschend nicht wieder als Spitzenkandidat für die bevorstehende Europawahl nominiert. Nachdem die CDU Sachsen bei der Europawahl ihr bisher schlechtestes Ergebnis von 23 Prozent erzielt hatte, schied Winkler aus der Politik aus. Er hat keinerlei Ämter und Funktionen mehr.
Im Januar 2021 wurde er zum Regionalbeauftragten für Flughafenentwicklung am Flughafen Leipzig/Halle ernannt und war in dieser Position bis Januar 2023 für die Kommunikation mit den Anrainern verantwortlich.

## Kontroversen
Am 6. Mai 2014, wenige Wochen nach der Annexion der Krim durch Russland, warnte Winkler vor weiteren Wirtschaftssanktionen gegen Russland. In einem Gespräch mit der Journalistin Nina-Carissima Schönrock meinte er, dass sich Europa aus dem Schatten der USA lösen und ein Grundverständnis für Russland entwickeln müsse. Am 10. Juni 2015 stimmte er als einziger CDU-Abgeordneter im Europäischen Parlament gegen eine Entschließung „Über den Stand der Beziehungen zwischen der EU und Russland“, in der geäußert wurde, dass „Russland zu diesem Zeitpunkt […] nicht mehr als ‚strategischer Partner‘ behandelt oder angesehen werden kann“.
Im Oktober 2016 hat sich Hermann Winkler, der zum damaligen Zeitpunkt Sprecher der ostdeutschen CDU-Europaabgeordneten war, für eine Koalition zwischen der Alternative für Deutschland und seiner Partei ausgesprochen. „Wenn es eine bürgerliche Mehrheit gemeinsam mit der AfD gibt, sollten wir mit ihr koalieren“, hatte sich Winkler gegenüber der Zeitschrift Super Illu geäußert. Kooperationen zwischen der CDU und der AfD sollten laut Winkler sowohl auf Landes- als auch auf Bundesebene möglich sein.
Hermann Winkler betreibt einen Instagram-Kanal, auf dem er sich sowohl privat als auch als Fußball-Funktionär äußert. Größeres mediales Interesse erregte ein Eintrag vom 14. Mai 2023, in dem er sich zum Besuch von Wolodymyr Selenskyj in Berlin äußerte. Vor dem Hintergrund des sowjetischen Ehrenmals im Treptower Park bezeichnete er den Präsidenten der Ukraine als einen „ehemaligen ukrainischen Schauspieler“ – ohne dessen heutige Funktion zu benennen – aufgrund dessen Besuch in Berlin durch eine „Allgemeinverfügung“ die City weitestgehend abgeriegelt und „die Spree für Touristen teilweise gesperrt“ sei. Das für den Sport zuständige Bundesinnenministerium nannte dies eine „völlig indiskutable Äußerung“. Der Deutsche Fußball-Bund kündigte ein Gespräch mit dem DFB-Vizepräsidenten an. Nach einem Gespräch mit dem DFB-Präsidenten Bernd Neuendorf, der den Post als „unerträglich und beleidigend empfunden“ habe, deaktivierte Winkler sein Instagram-Konto und schrieb Montagmittag auf Facebook: „Ich entschuldige mich dafür und auch für die entstandenen Irritationen. Mich deswegen in die ‚Putinversteher-Ecke‘ zu stellen, weise ich entschieden zurück.“